# Mezőcsokonya
Mezőcsokonya este o comună situată în partea de SV a Ungariei, în județul Somogy. Exploatare de gaze naturale și petrol .

## Demografie
Componența etnică a satului Mezőcsokonya
     Maghiari (90,13%)
     Romi (8,43%)
     Necunoscut (0,67%)
     Germani (0,76%)
     Alții (0,67%)
Componența confesională a satului Mezőcsokonya
     Romano-catolici (44,45%)
     Fără religie (12,03%)
     Reformați (9,69%)
     Necunoscută (32,27%)
     Alte religii (7,58%)
Conform recensământului din 2011, satul Mezőcsokonya avea 1.280 de locuitori. Din punct de vedere etnic, majoritatea locuitorilor (90,13%) erau maghiari, cu o minoritate de romi (8,43%). Apartenența etnică nu este cunoscută în cazul a 0,67% din locuitori. Nu există o religie majoritară, locuitorii fiind romano-catolici (44,45%), persoane fără religie (12,03%) și reformați (9,69%). Pentru 32,27% din locuitori nu este cunoscută apartenența confesională.